# John Moultson

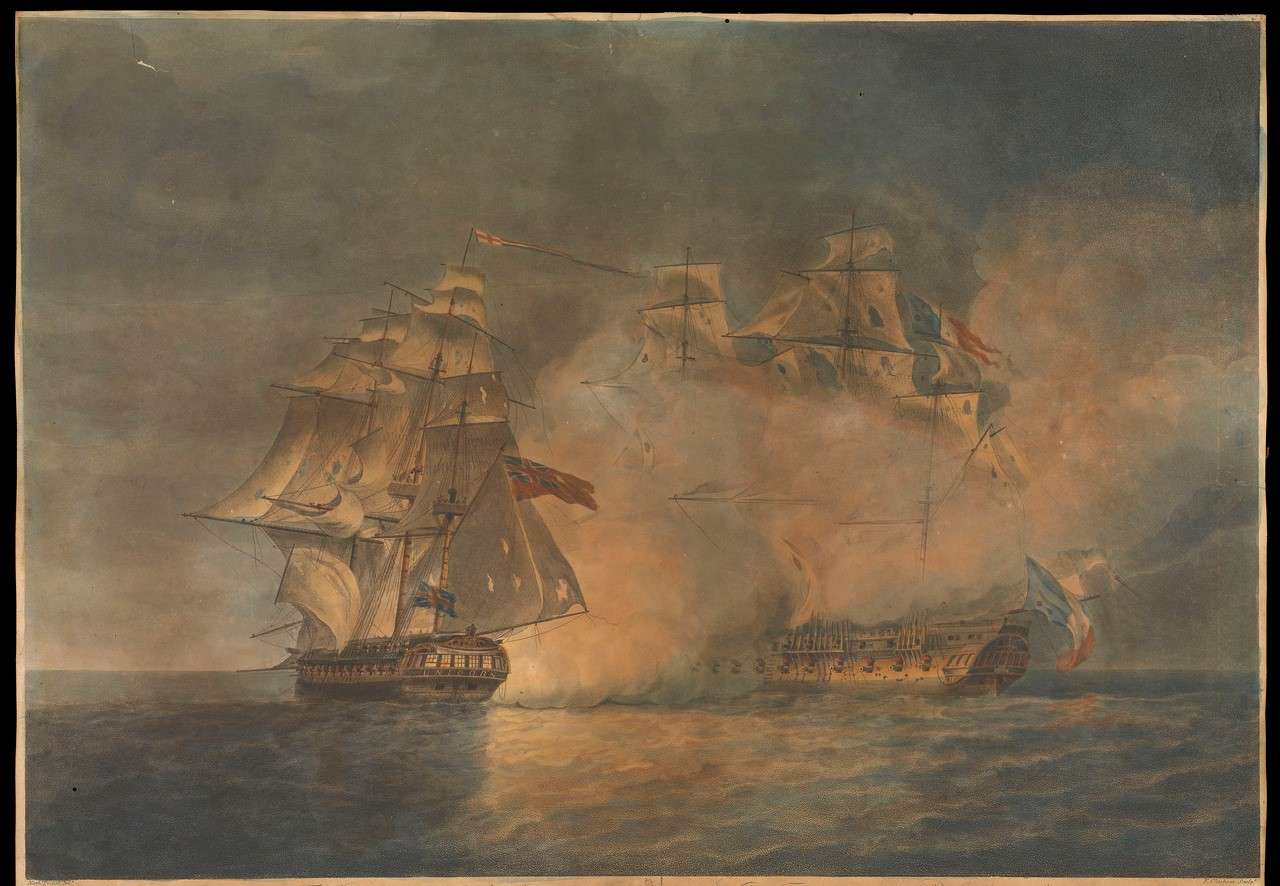
Bataille navale de l'Unicorn et de la Tribune le 8 juin 1796 par Nicolas Pocock 1797, (National Maritime Museum-London-UK)

John Moultson (1752-1803) est un marin né en Virginie.
Il prend la mer dès l'âge de 12 ans et devint corsaire du Roi de France, puis commandant de navire de la 1re République française. Sa haine des Anglais l'amène à pratiquer la course en faisant de nombreuses prises, puis à servir avec ferveur la République. Ses nombreuses aventures lui font traverser l'Histoire, que ce soit la conquête de la Belgique par Dumouriez, les prisons de la Terreur, la guerre de Vendée ou la tentative d'invasion de l'Irlande. Il meurt en 1803 au large du Sénégal.

## John Moultson en Amérique
John Moultson est né le 21 mars 1752 aux États-Unis à Urbanna, petit port du comté du Middlesex en Virginie d'une famille protestante issue de l’émigration anglaise. La famille Moulson, devenue Moultson en Amérique, remonte au Moyen Âge, et est liée au maire de Londres Thomas Moulson appelé aussi Mowlson, mort en 1638  dont l’épouse Ann Radcliffe a été une bienfaitrice de Harvard : son nom a été donné au « Harvard féminin » le Radcliffe College.
À douze ans, il commence la navigation en qualité de mousse  et monte tous les échelons jusqu’au commandement du Joana à 18 ans. Sur différents navires, il explore les côtes de l’Amérique de l’est allant jusqu’aux Antilles ou à Terre Neuve.
En 1775, il épouse la cause des « insurgents » américains, et quitte le service de la mer pour entrer en qualité de lieutenant au 27e régiment d'infanterie. Il y sert jusqu'en janvier 1777, date à laquelle il reprend la mer en tant que commandant du navire le George armé pour l'approvisionnement de l'armée des « insurgents », avec laquelle il se bat contre les Anglais, en particulier au niveau de la Nouvelle-York.
En 1778, la France, alliée des Hollandais et des Espagnols, entre en guerre contre les Anglais alliés aux Portugais. De nombreux combats témoignent de l’aspect décisif de l’action des Français.
John Moultson quitte le George pour prendre le commandement du cutter corsaire le Royal Louis, navire appartenant aux Français. C’est le début de ses relations avec la marine française. Il est pris par le vaisseau anglais HMS Culloden et conduit à Portsmouth, où il reste prisonnier sur parole jusqu'en février 1780.

## À Dunkerque, corsaire du Roy
En 1780, Moultson trouve le moyen de s'échapper et arrive à Dunkerque, qui est alors la capitale de la course française. Il passe au service de la France en qualité de lieutenant sur le navire corsaire le Sans Peur commandé par Luc Ryan corsaire irlandais qui a eu de nombreux démêlés avec les Anglais. Ce navire corsaire aura de nombreux succès et fera de nombreuses prises. Il prend le commandement du corsaire la Subtile armé par Louis Coppens. Il fait avec ce navire corsaire quatorze prises, toutes conduites à bon port.
De là il rejoint le commandement de la Victoire, ketch de 268 tonneaux. Sur ce navire, il fait en une seule croisière onze prises 
Sur la Victoire, il est plusieurs fois blessé. Lors du combat qu'il soutient contre l’Alouette, navire de 18 canons, il est gravement blessé à la jambe droite, les os fracturés, ce dont il ne guérira jamais comme le prouvent les certificats des chirurgiens-majors de la marine de Brest et de Dunkerque  . Son état le force à rester à terre à l’hôpital de Brest pendant dix mois.
Le 3 janvier 1782, à Furnes en Belgique, John Moultson épouse selon le rite protestant Elisabeth Marton (Martain) née en 1766 à  Douvres, dans le comté de Kent en Grande-Bretagne.
Ils auront deux enfants, Jean Henry et Henri Marie Désiré Bernard qui feront comme leur père de brillantes carrières de marins.
À peine rétabli de ses blessures, Moulston prend le commandement de la Sophie, en y prenant un intérêt d'un tiers en tant qu’armateur.
Il fait avec ce vaisseau-corsaire dix-sept prises, toutes conduites à bon port, et soutient un combat contre un ketch anglais de force égale, avec un homme tué et deux blessés. Ce combat à la hauteur de Plymouth est des plus opiniâtres.
En 1781, le 28 juillet, Sa Majesté le roi de France l'honore d'un brevet de sous-lieutenant de frégate et de lieutenant de frégate le 9 janvier 1783. Comme beaucoup de corsaires à l’époque, il est en même temps officier de la marine Royale.
En 1784, capitaine de la goélette la Sophie, il est arrêté et emprisonné pendant un mois car il n’a pas embarqué de chirurgien à bord. Il aura aussi des démêlés avec le tribunal des prises car l’une d’elles sera contestée et Moulson condamné à en restituer la valeur .
En 1786, le 1er mai il reçoit le brevet de sous-lieutenant de vaisseau du Roy. Son épouse, Elisabeth, décède en 1787, à l’âge de vingt-et-un ans.
Le 8 octobre 1787, le Roi le nomme Officier et Lieutenant du port de Dunkerque  .
Dans une lettre écrite en 1788 à sa cousine anglaise Mary Asbruner (née Moulson), il évoque sa parenté avec le lord-maire Thomas Moulson (en) et les démarches qu’il fait en Angleterre pour se faire reconnaître comme noble .
Le 15 septembre 1789, à Dunkerque, il épouse en secondes noces  Marie-Francoise Lequesne née le 16 août 1770 à Bayeux. Elle est la fille de Louis Noël Lequesne, entrepreneur des ouvrages du Roi, un notable de Dunkerque qui sera membre, puis Président pendant la révolution du district de Bergues (incluant le port de Dunkerque).
Ils auront deux fils, Louis Auguste et Alphonse Théodore qui ont fait une brillante carrière.
En 1791, après une courte croisière comme corsaire, il est expédié de Dunkerque pour une mission d’espionnage consistant à aller observer les mouvements des Suédois dans la Baltique et déterminer leurs forces navales. Il reçoit les félicitations du ministre de la Marine -.
Le 14 mai 1792, il est expédié en Islande à bord de la frégate l'Ariel (prise aux Anglais par Lapérouse)  pour ramener des pêcheurs à Dunkerque, en vue d’une guerre qui pourrait leur être fatale.
Le 8 juin, toujours avec l’Ariel, il rend compte de l’accompagnement de dix-sept navires marchands dans la Manche, et on lui donne l'ordre de se rendre à Dunkerque.

## La bataille de l’Escaut
Cet épisode de l’histoire de France fait suite aux batailles de Valmy (20 septembre 1792) et Jemmapes (6 novembre 1792), où Dumouriez vainc les Austro-Prussiens, et poursuit par une invasion triomphante de la Belgique (Pays-Bas autrichiens, à l’époque). Rapidement, il met le siège devant Anvers, défendu par une citadelle réputée imprenable.
Le 30 octobre 1792, John Moultson commande une flotte qui comprend l’Ariel, le Fanfaron (commandant Van Stabel), l’Eveillé (commandant Mullon) et la canonnière la Sainte-Lucie commandée par le capitaine Castagnier. La flottille est en outre renforcée de deux navires « pêcheurs » armés pour la course. Le 12 novembre, Dumouriez demande impérativement que la flotte de Moultson se rende à Ostende puis remonte l’Escaut .
Moultson part de Dunkerque le 16 novembre. Il arrive quelques heures après à Ostende, où il est accueilli à bras ouverts par la population. Il y plante avec le bourgmestre l’arbre de la Liberté. Il est félicité par Monge, le ministre de la Marine, et on lui promet une montée en grade comme capitaine de vaisseau.
On lui ordonne expressément de remonter l’Escaut pour soutenir le siège de la citadelle d’Anvers mené par le général Miranda. Il part le 24 novembre, et l’un de ses bateaux, le Fanfaron, s’échoue. Il décide de le renflouer avec l’aide des autres navires. L’enseigne de vaisseau Castagnier, refuse d’obéir et part en avant pour être le premier à remonter l’Escaut. Commence entre les deux marins une querelle qui sera temporairement suspendue à la demande de Dumouriez et de Monge .
Le Fanfaron est finalement renfloué, et l’escadre arrive à Flessingue (embouchure de l’Escaut) le 28 novembre. Elle remonte l’Escaut et forme la première incursion de navires de guerre dans ce fleuve depuis 1648, date du traité de Munster qui interdisait la circulation sur l’Escaut aux navires de gros tonnage. Elle participe le 29 novembre à la chute de la citadelle d’Anvers et est accueillie par une salve nourrie des canons.
En janvier 1793, John Moultson est nommé capitaine de vaisseau de troisième classe. Il empêche ses marins ivres de saccager l’hôtel de ville d’Anvers.
Les Hollandais et les Britanniques se joignent à la coalition ennemie. Dumouriez qui veut envahir la Hollande a un plan audacieux, dans lequel Moultson doit rester sur place pour jouer un rôle de leurre. Compte tenu de la désorganisation de l’armée et des atermoiements du ministre Pache, les plans de Dumouriez échouent, et Moultson se retrouve en mars bloqué dans l’Escaut par une division anglo-hollandaise de plus de quarante vaisseaux. Plusieurs d'entre eux entrent dans le fleuve .
Les navires l’Ariel et le Fanfaron sont sabordés sur ordre du général Marassé et coulés dans l’Escaut. Les mâtures, les agrès et l’artillerie avaient été embarqués sur le brick l’Éveillé et sur les chaloupes canonnières pour être transportés par les canaux à Bruges puis Dunkerque. Ils seront arraisonnés à Bruges malgré des renforts envoyés pour les récupérer. Moultson et ses marins ont pu s’échapper, avec l’armée du colonel Leclair.
Dumouriez, vaincu à Neervinden le 18 mars 1793, trahit la République en rejoignant les Autrichiens.

## La Terreur
Le 3 frimaire an II (23 novembre 1793), Moultson, qui a fait partie des créateurs du club des Jacobins de Bordeaux, assiste à une réunion du club à Paris. Il est dénoncé publiquement en séance par son lieutenant Castagnier.
Les raisons invoquées sont plus que fantaisistes : Il est arrêté sur place, traduit devant le comité de Sûreté Générale, et est enfermé à Port Libre (anciennement Port Royal).
Le 10 août 1792, son beau-père, Louis Noël Lequesne, chef du district de Bergues prend sa défense dans un mémoire qui réfute les arguments un à un. Cette défense est insuffisante et Lequesne devra revenir à la charge le 22 septembre 1794  après  le 9 thermidor (27 juillet 1794), 
John est libéré le 8 vendémiaire an III (29 septembre 1794), mais a perdu sa fortune.
Il aura toutefois été nommé à titre rétroactif capitaine de vaisseau de 2e classe à compter de janvier 1794 et il est définitivement réintégré dans son grade le 22 avril et rappelé de ses appointements.

## Les croisières de Rochefort et l’énigme du comte d’Artois
John Moulston reprend du service en 1795 comme commandant d’une division comprenant trois frégates, une corvette et deux avisos. Sur la frégate la Tribune en tant que capitaine de vaisseau, il entame sur les ordres du ministre de la Marine une croisière entre Rochefort, le cap Finistère et les Açores. Dix-huit bâtiments, venant de la Jamaïque, sont pris et amenés dans différents ports français .
Les Anglais avaient envahi l’île d’Yeu le 30 septembre 1795, avec à leur bord le comte d'Artois, futur Charles X, qui comptait relancer la révolte monarchiste en Vendée avec le général vendéen Charrette.
Le 17 octobre, Moultson aperçoit le Swan. Il l’arraisonne et fait l'équipage prisonnier. À son bord on trouve des armes, des lettres compromettantes, et cinq personnes que Moultson débarque à Rochefort le jour suivant. Quatre font partie de la suite du comte d’Artois, le dernier, un mystérieux Ferdinand Christin, soi-disant anglais, s’échappera. Ce curieux personnage connu du Comte d’Artois, dont il avait été secrétaire à Coblence, était à l’époque en Russie où il servait la grande Catherine. Plusieurs chroniques laissent à penser que Moultson avait arrêté le Comte d'Artois, futur Charles X.

## La Tribune en mer d’Irlande, et la mort de John
Moulston est alors nommé chef de division en mars 1796, et réalise une croisière à bord de la Tribune  en Manche, avec retour à Brest du 18 nivose au 17 germinal an IV (8 janvier 1796 - 6 avril 1796). Il fait là encore des prises comme la Cérès, transformé en navire de guerre.
Il reçoit alors une lettre pour une mission secrète en Irlande . Il est probable que cette croisière avait un rapport avec l’offensive du Général Hoche pour envahir l’Irlande qui échouera quelques mois après.
La division comprenant la Proserpine, la Tamise, la Légère et la Tribune part de Brest et se dirige vers les côtes d’Irlande. La Proserpine, du commandant Daugier, chef de division, est prise dans le brouillard et séparée de la division. Elle est capturée dans le sud de l'Irlande par la frégate anglaise Dryad le 24 prairial an IV (12 juin 1796) .
Le 8 juin 1796, le reste de la division Moultson navigue au large de la côte sud de l'Irlande. Au lever du jour, les frégates britanniques la Licorne (Unicorn) et Santa-Margarita attaquent les navires français et au bout de dix heures les obligent à amener leurs pavillons.
Cette bataille sera par la suite glorifiée par les Britanniques, comme l'illustrent de nombreuses gravures et l'anoblissement du vainqueur.
Le commandant Moulston, blessé à la jambe droite, est fait prisonnier et emprisonné à Portsmouth. Traité comme officier dans un premier temps, il connaîtra les fameux pontons dans des conditions matérielles déplorables, à la suite d'une tentative d’évasion d’officiers français.
Avertie de la situation, son épouse s’adresse au ministre de la Marine pour qu’on obtienne sa libération, et pour demander de l'aide car les conditions de vie de la famille se sont très vite dégradées .
Moultson, libéré sur parole, revient en France à Dunkerque en octobre 1798. Nommé capitaine de vaisseau de première classe le 17 novembre 1800, il est mis à la retraite quelques jours plus tard.
Moultson reprend par la suite du service en mer comme corsaire, puis dans la marine marchande comme commandant de la goélette La Calaisienne de la maison Jean Barbe et frères, connue pour ses activités dans la course et dans le commerce triangulaire.
Il meurt en mer le 12 janvier 1803 au large du Sénégal (Ile de Gorée). L’acte de décès ne sera rédigé que 3 ans plus tard du fait qu’aucun témoin n’a été trouvé pour justifier sa mort. Son épouse et ses fils ont tenté en vain d’obtenir une pension.